# Aeroporto Internazionale Generale Wayne A. Downing
L'Aeroporto Internazionale Generale Wayne A. Downing (in inglese General Wayne A. Downing Peoria International Airport) è uno scalo aereo statunitense situato nella contea di Peoria, nell'Illinois, a 10 km a sud-ovest di Peoria.